# Cala Esmeralda
Die Cala Esmeralda ist eine Bucht im Südosten der Baleareninsel Mallorca. Sie befindet sich auf dem Gebiet der Gemeinde Santanyí.

## Lage und Beschreibung
Die Cala Esmeralda befindet sich im Ortsteil Cala d’Or (Mitte) in Cala d’Or. Die Bucht hat eine Breite von etwa 50 Metern und eine Länge von etwa 150.
Rund um die Bucht liegen Hotels und  Apartmenthäuser.

## Hotels
- Inturotel Cala Azul Park
- Inturotel Cala Esmeralda
- Inturotel Esmeralda Park
- Inturotel Esmeralda Villas
- Cinque Puntes Residence Club